# Melchet Park
Melchet Park var en civil parish från 1858 till 1932 då den blev en del av Melchet Park and Plaitford, i grevskapet Hampshire, i England. Civil parish var belägen 22 km från Winchester och hade 46 invånare år 1931.